# Камен Калинов
Вижте пояснителната страница за други личности с името Калинов.
Камен Хинов Калинов с истинско име Фахредин Хюсеинов Халилов е български политик от Българската комунистическа партия (БКП), заслужил деятел на културата от турски произход.

## Биография
Роден е на 26 март 1933 г. в Осман пазар. Завършва гимназия в Котел. Там е активен член на Комунистическия младежки съюз (ДКМС). Става член на БКП през 1957 г. Работи в Окръжния комитет на ДКМС в Сливен и в Централния комитет на организацията, където е инструктор и завеждащ сектор. Завършва история в СССР, а след това защитава дисертация в Академията за обществени науки при ЦК на КПСС. След това работи като главен редактор в Радио София. През 1975 г. става главен редактор на изданието на ЦК на БКП в. „Нова светлина“. Бил е в УС на Съюза на българските журналисти. Член е на Президиума на НС на ОФ. От 1971 до 1990 г. е член на ЦК на БКП, като от 10 до 12 конгрес е вписан като Фахредин Халилов, а от 13 конгрес на БКП, който се провежда по време на Възродителния процес се преименува на Камен Калинов. Умира на 18 октомври 2024 г.